# 우루과이 U-15 축구 국가대표팀
우루과이 U-15 축구 국가대표팀(스페인어: selección de fútbol sub-15 de Uruguay)은 우루과이를 대표하는 15세 이하의 축구 국가대표팀으로, 우루과이의 축구 관리 기관인 우루과이 축구 협회의 관리를 받는다. 해당 대표팀은 CONMEBOL U-15 축구 선수권 대회와 같은 대회 준비를 위해 주로 소집되며, CONMEBOL U-15 축구 선수권 대회에 8번 출전해 2007년과 2015년에 준우승을 기록했다.